# Straumnes
Straumnes est une localité du comté de Nordland, en Norvège.

## Géographie
Administrativement, Straumnes fait partie de la kommune de Vågan.